# ReCAPTCHA

A reCaptcha logója

A reCAPTCHA egy, a Carnegie Mellon Egyetem által kifejlesztett ingyenes rendszer, ami CAPTCHA technológiát használ, hogy segítsen digitalizálni könyvek szövegét, miközben megvéd weblapokat automatikus szoftverektől, amelyek korlátozott területekhez akarnak hozzáférni, magukat embernek kiadva (pl. regisztráció). A reCAPTCHA projekt jelenleg (2009) az Internet Archive és a The New York Times régi szövegeit segít digitalizálni.

## Működési elve

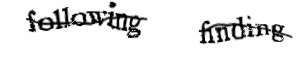
Egy reCAPTCHA feladvány

A reCAPTCHA által védett oldalakon két szót kell felismerni. Ezek egyikének megoldását a rendszer már ismeri, a másikat pedig nem. Ha az ismert szóra helyes megoldás érkezik, akkor a program feltételezi, hogy a másik szó is helyes. Ha elég sokan ismerik fel ugyanazt a megoldást egy szóra, akkor az is belekerül az ismert szavak közé. A program azokat a szavakat adja eltorzítva feladványként, amelyeket az OCR programok nem tudtak felismerni.

## Külső hivatkozások
- A reCAPTCHA hivatalos honlapja